# Liste des services de renseignement
Cet article est une liste de  services de renseignement connus.

En bas d'article, retrouvez des services fictifs.
- Haut – A
- B
- C
- D
- E
- F
- G
- H
- I
- J
- K
- L
- M
- N
- O
- P
- Q
- R
- S
- T
- U
- V
- W
- X
- Y
- Z

## A

### Afghanistan
- Direction générale du renseignement (en)
- Anciens : 
  - Maktab al-Khadamāt
  - KHAD (Khedâmat-é Ettelâhât-é Dawlatti) (1978-1992)
  - Wâsârât-é Ettelâhât-é Dawlati (WAD)
  - KhAD-e-Nezami (service action)
  - Direction nationale de la sécurité (NDS) (2002-2021)

### Afrique du Sud
- State Security Agency qui incorpore depuis 2009 :
  - l'ex South African Secret Service (SASS), devenu sa branche extérieure
  - l'ex National Intelligence Agency (NIA) (1994-2009), devenue sa branche intérieure
- Foreign Intelligence Bureau (FIB)
- Defence Intelligence Division (en) (SANDF) / ex Military Intelligence Division (MID)
- Anciens :
  - Civil Cooperation Bureau (CCB) (service action)
  - Bureau of State Security (en) (BOSS) (1969-1980)
  - National Intelligence Service (en) (NIS) (1980-1994)

### Albanie
- Primary intelligence agency of Albania (en) (SHISH)
- National Intelligence Service (NIS/SHIK)
- State Intelligence Service (SHISH)
- Anciens
  - Sigurimi (régime d’Enver Hoxha)

### Algérie
- Coordination des services de sécurité (CSS) depuis 2016[1]
  - Direction Générale de la Documentation et de la Sécurité Extérieure (DDSE) depuis les années 1980[1]
  - Direction Générale du Renseignement Technique (DGRT)[1]
  - Direction Générale de la Sécurité Intérieure (DGSI) depuis 2013[1]
- Direction centrale de la sécurité de l'armée depuis 1987
- Renseignements généraux
- Anciens :
  - Service des liaisons générales de la Wilaya V (1955-1958)
  - Ministère de l'Armement et des Liaisons générales (1958-1962)
    - Direction de la Documentation et des Recherches
    - Direction de la vigilance et du Contre-renseignement
    - Direction des liaisons générales
    - Direction des transmissions nationales et du chiffre
    - Bureau d'étude et de synthèse

  - Sécurité militaire (1962-1979)
    - Renseignement extérieur
    - Renseignement intérieur

  - Direction de la sécurité militaire (1979-1987)
  - Délégation générale de prévention et de sécurité (1987-1990)
  - Département du renseignement et de la sécurité (1990-2016)
    - Direction du contre-espionnage (1990-2013)
    - Direction de la sécurité intérieure (1990-2013)

### Allemagne
- Bundesnachrichtendienst (BND)
- Bundesamt für Verfassungsschutz
- Amt für den Militärischen Abschirmdienst
- Anciens :
  - Abteilung III b
  - Abwehr
  - SD
  - Stasi

### Angola
- Serviço de Inteligência e Segurança de Estado (SINSE, ex-Serviço de Informações - SINFO -)
- Serviço de Inteligência Externa (SIE)
- Serviço de Inteligência Militar (SIM)
- Anciens : 
  - Direccçao de Informaçao a Segurança (DISA)

### Arabie saoudite
- - Al Mukhabarat Al A’amah
  - Mabahith saudita (en)

### Argentine
- Agencia Federal de Inteligencia (es) (AFI)
- Anciens :
  - Secretaría de Inteligencia del Estado (SIE)

### Arménie
- Service de Sécurité Nationale (NSS)

### Australie
- Australian Security Intelligence Organization (ASIO)
- Australian Secret Intelligence Service (ASIS)
- Australian Signals Directorate (ASD)
- ONA, DIO

### Autriche
- Abwehramt (de)
- Bundesamt für Verfassungsschutz und Terrorismusbekämpfung (BVT)
- Heeresnachrichtenamt

### Azerbaïdjan
- Daxili İşlər Nazirliyi (DIN) (ministère des Affaires intérieures)
- Service de renseignement étranger (anciennement ministère de la Sécurité nationale)

## B
- Haut – A
- B
- C
- D
- E
- F
- G
- H
- I
- J
- K
- L
- M
- N
- O
- P
- Q
- R
- S
- T
- U
- V
- W
- X
- Y
- Z

### Bangladesh
- Directorate General of Forces Intelligence (DGFI)

### Belgique
- Sûreté de l'État
- Service général du renseignement et de la sécurité (SGRS)

### Bénin
- Direction des services de liaison et de la documentation (DSLD)

### Biélorussie
- Komitet Gosudarstvennoy Bezopasnosti (KGB)

### Bosnie-Herzégovine
- Agencija za istragu i zaštitu (en) (SIPA)
- Obavještajno sigurnosna agencija (OSA)

### Brésil
- Agence brésilienne du renseignement (ABIN)

### Bulgarie
- Duržavna Sigurnost (DS)
- Nacionalna Razuznavatelna Služba (NRS)
- Nacionalna Služba Za Sigurnost (NSS)

### Burkina Faso
- Agence nationale de renseignement (ANR)

### Burundi
- Service national de renseignements (en) (SNR)

## C
- Haut – A
- B
- C
- D
- E
- F
- G
- H
- I
- J
- K
- L
- M
- N
- O
- P
- Q
- R
- S
- T
- U
- V
- W
- X
- Y
- Z

### Cameroun
- Direction générale de la recherche extérieure  (DGRE)
- Bataillon blindé de reconnaissance  (BBR)
- L' Agence Nationale D'Investigation Financière (ANIF)

### Canada
- Gendarmerie royale du Canada (GRC)
- Service canadien du renseignement de sécurité (SCRS)
- Centre de la sécurité des télécommunications Canada (CSTC) / Communications Security Establishment Canada (CSEC)

### République centrafricaine
- Bureau national de la documentation (BND)

### Chili
- Direction nationale du renseignement (DINA)

### Chine
- Ministère de la Sécurité de l'État (Guoanbu, en chinois simplifié : 国家安全部)
- Bureau 610
- 2e Département de l'État-Major général de l'armée populaire de libération (APL) ((zh) 情报部, Qingbao, APL2 ou Er Bu)
- 3e Département de l'État-Major général de l'armée populaire de libération (总参三部, APL3 ou San Bu)
- 4e Département de l'État-Major général de l'armée populaire de libération (总参四部, APL4 ou Si Bu)

### Colombie
- Departamento Administrativo de Seguridad (DAS)

### République démocratique du Congo
- Agence nationale de renseignements (ANR)
- État-Major du Renseignement Militaire (ex DEMIAP)
- Direction des Renseignements Généraux (PNC)
- CENAREF (CEllule NAtionale de REnseignement Financier)
- Anciens :
  - Centre national de documentation (CND)
  - Service national d'intelligence (SNI)

### Comores
- Direction nationale de la documentation et de la protection de l'Etat (DNDPE)

### République du Congo
- Direction générale de la surveillance du territoire (DGST)
- Conseil national de sécurité (CNS)

### Corée du Nord
- Bureau général de reconnaissance (RGB)
- Ministère de la sécurité d'État

### Corée du Sud
- National Intelligence Service (NIS)
- Defense Security Support Command (DSSC)

### Côte d'Ivoire
- Agence nationale de stratégie et d'intelligence (ANSI)
- Coordination nationale du renseignement (CNR) ;
- Direction des services extérieurs (DSE) ;
- Direction de la surveillance du territoire (DST)

### Croatie
- Sigurnosno-obavještajna agencija (SOA)
- Vojna sigurnosno-obavještajna agencija (VSOA)

### Cuba
- Dirección General de Intelligencia (DGI) (renseignement stratégique extérieur)
- Departemento de Securidad del Estado (DSE) (sécurité intérieure et extérieure)
- Direccion de Operaciones Especiales (DOE) (opérations extérieures)
- Departemento de Inteligencia Militar (DIM)
- Departemento de Contrainteligencia (DCI) (sécurité militaire)
- Departemento America (DA)
- Departemento General de Relaciones Exteriores (DGRE)

## D
- Haut – A
- B
- C
- D
- E
- F
- G
- H
- I
- J
- K
- L
- M
- N
- O
- P
- Q
- R
- S
- T
- U
- V
- W
- X
- Y
- Z

### Danemark
- Forsvarets Efterretningstjeneste (FET) (Service de renseignement de la défense)
- Politiets Efterretningstjeneste (PET) (Service de renseignement de la police)

### République dominicaine
- Dirección Nacional de Inteligencia (DNI)

### Djibouti
- Service de documentation et de sécurité (SDS)

## E
- Haut – A
- B
- C
- D
- E
- F
- G
- H
- I
- J
- K
- L
- M
- N
- O
- P
- Q
- R
- S
- T
- U
- V
- W
- X
- Y
- Z

### Égypte
- Gihaz al-Mukhabarat al-Amma (DRG) (Direction des renseignements généraux)
- Al-Mabaheth Al-Ammah (DIG) (Direction des investigations générales)
- Moukhabarat al-Harbeya (DRM) (Direction des renseignements militaires)
- Mabaheth Amn el-Daoula (Bureau de la sûreté de l’État) (contrôlé par l'armée le 5 mars 2011, supprimé le 15 mars et remplacé par un appareil de sûreté nationale)

### Espagne
- Centro Nacional de Inteligencia (CNI)

### Estonie
- Kaitsepolitseiamet (KAPO)
- Riigi Teabeamet (RT)

### États-Unis
La Direction du renseignement national (DNI), créée en 2004 par une loi du Congrès sur la réforme du renseignement et la prévention du terrorisme, qui est sous l'autorité et le contrôle directs du président des États-Unis, a dans ses missions de superviser et coordonner l'ensemble des agences de renseignement des États-Unis qui sont par ordre alphabétique de leur dénomination en anglais : 
- Air Force Intelligence, Surveillance, and Reconnaissance (en) (AFISR), service de renseignement de l'US Air Force
- Bureau of Intelligence and Research (en) (INR), service de renseignement du département d’état (ministère des affaires étrangères américain)
- Central Intelligence Agency (CIA), renseignement étranger
  - National Clandestine Service (NCS), renseignement humain
  - Special Collection Service (SCS), renseignement électromagnétique clandestin
- Coast Guard Intelligence (CGI), service de renseignement de l'US Coast Guard
- Defense Counterintelligence and Human Intelligence Center (DCHC), Centre de contrespionnage et de renseignement d'origine humaine
- Defense Intelligence Agency (DIA), renseignement militaire
- DHS Office of Intelligence and Analysis (en) (I&A), service de renseignement du département de la sécurité intérieure
- Federal Bureau of Investigation (FBI), renseignement de sécurité nationale (contre-espionnage, contre-terrorisme)
  - FBI National Security Branch (NSB)
    - FBI Counterterrorism Division (en) (CDT), division de lutte contre le terrorisme du FBI
    - FBI Counterintelligence Division (en) (CD), division du contre-espionnage du FBI
    - FBI Weapons of Mass Destruction Directorate (en) (WMDD), direction des armes de destruction massive du FBI

  - Terrorist Screening Center (TSC), organisme fédéral américain pour l'identification et le stockage de données concernant les personnes suspectées d’être terroristes
- High-Value Detainee Interrogation Group (HIG), groupe d'interrogatoire des détenus de haute valeur ; il comprend des personnels de trois unités :
  - Federal Bureau of Investigation (FBI)
  - Central Intelligence Agency (CIA)
  - United States Department of Defense (DoD)
- Marine Corps Intelligence Activity (en) (MCIA), service de renseignement de l'US Marine Corps
- Military Intelligence Corps (United States Army) (en), service de renseignement de l'US Army
- National Geospatial-Intelligence Agency (NGA), renseignement géospatial
- National Reconnaissance Office (NRO), gestion des satellites de reconnaissance
- National Security Agency (NSA), renseignement électronique
- Office of Intelligence and Counterintelligence (en) (OICI), service de renseignement du département de l'énergie
- Office of National Security Intelligence (en), service de renseignement de la DEA
- Office of Intelligence and Analysis (Treasury Department) (en) (OIA), service de renseignement du département du trésor
- Office of Naval Intelligence (ONI), service de renseignement de l'US Navy
- United States Army Counterintelligence (en) (ACI), service de contre-espionnage de l'US Army

### Éthiopie
- National Intelligence and Security Service (NISS)

## F
- Haut – A
- B
- C
- D
- E
- F
- G
- H
- I
- J
- K
- L
- M
- N
- O
- P
- Q
- R
- S
- T
- U
- V
- W
- X
- Y
- Z

### Finlande
- Division du renseignement de l'état-major (Pääesikunnan tiedusteluosasto)
- Suojelupoliisi

### France
- Sous la tutelle du ministère de la Justice :
  - Le Service national du renseignement pénitentiaire (SNRP)
- Sous la tutelle du ministère des Armées :
  - La direction générale de la Sécurité extérieure (DGSE), chargée de l'espionnage et du contre-espionnage à l'extérieur du territoire national
  - La direction du Renseignement militaire (DRM), chargée du renseignement tactique et stratégique sur les théâtres et futurs théâtres d'opérations de l'armée
  - La direction du renseignement et de la sécurité de la Défense (DRSD), chargée de la sécurité des installations et du personnel militaires
- Sous la tutelle du ministère de l'Intérieur :
  - La direction générale de la Sécurité intérieure (DGSI), chargée du contre-espionnage et de la lutte antiterroriste
  - Le direction nationale du renseignement territorial (DNRT)
  - La sous-direction de l'anticipation opérationnelle[2] (SDAO), de la Gendarmerie nationale
- Sous la tutelle du ministère de l'Économie et des Finances :
  - La direction nationale du renseignement et des enquêtes douanières (DNRED), chargée des enquêtes douanières et des mouvements de marchandises douteux
  - Le Tracfin (Traitement du renseignement et action contre les circuits financiers clandestins), chargé du renseignement sur les circuits financiers douteux et clandestins

## G
- Haut – A
- B
- C
- D
- E
- F
- G
- H
- I
- J
- K
- L
- M
- N
- O
- P
- Q
- R
- S
- T
- U
- V
- W
- X
- Y
- Z

### Gabon
- Direction générale des services spéciaux de la Garde républicaine (DGSS)
- Direction générale des contre-ingérences et de la sécurité militaire (DGCISM) appelée aussi B2
- SILAM
- Direction générale de la documentation et de l’immigration (DGDI, ex-CEDOC)
- Direction générale des recherches (DGR)

### Gambie
- State Intelligence Services (SIS)
- Anciennement : National Intelligence Agency

### Géorgie
- Service d'intelligence de Géorgie
- Service de sécurité d'État de Géorgie
- Département du renseignement militaire des Forces armées géorgiennes

### Ghana
- Bureau of National Investigations (BNI)
- Research Department (RD) (renseignement extérieur, ex-Foreign Service Research Bureau - FSRB)

### Guinée
- Direction nationale de la sécurité extérieure
- Direction nationale de la sécurité (relève du Ministère de la sécurité)
- B2 (2e bureau de l’État-Major des Armées, chargé des renseignements militaires) (Ministère de la Défense)
- Direction des renseignements généraux
- Direction des immigration et émigration
- Sécurité militaire

### Grèce
- Ethniki Ypiresia Pliroforion

## H

### Hongrie
- Sous la tutelle du Ministère de l'Intérieur :
  - Információs Hivatal (IH) (Office de l'Information), renseignement étranger
  - Alkotmányvédelmi Hivatal (AH) (Office de Protection de la Constitution), renseignement intérieur (contre-espionnage, contre-terrorisme)
  - Nemzetbiztonsági Szakszolgálat (NBSZ) (Service spécial pour la Sécurité nationale), chargé de la desserte technique des autres services spéciaux

- Sous la tutelle du Ministère de la défense :
  - Katonai Nemzetbiztonsági Szolgálat (KNBSZ) (Service militaire pour la Sécurité nationale), chargé du renseignement et de la sécurité militaire, créé par la fusion du Katonai Felderítő Hivatal (KFH) et du Katonai Biztonsági Hivatal (KBH) le 1er janvier 2012.

## I
- Haut – A
- B
- C
- D
- E
- F
- G
- H
- I
- J
- K
- L
- M
- N
- O
- P
- Q
- R
- S
- T
- U
- V
- W
- X
- Y
- Z

### Inde
- Central Bureau of Investigation (CBI)
- Research and Analysis Wing (RAW ou R&AW)
- JIC
- DIA
- IB (en)

### Indonésie
- Badan Intelijen Nasional (BIN)

### Irak
- Mukhabarat, police secrète aux temps de Saddam Hussein.

### Iran
- Vezarat-e Ettelaat Va Amniat-e Keshwar (VEVAK)
- Anciens
  - VEVAMA
  - SAVAK, police secrète aux temps du Shah.

### Irlande
- J2 (renseignement militaire)

### Israël
- Mossad, espionnage en dehors des frontières d'Israël
- Shin Beth ou Shabak, contre-espionnage opérant à l'intérieur des frontières d'Israël
- Aman, service de renseignement militaire, travaillant conjointement avec le Mossad et le Shabak
- La Nativ, renseignement dans les pays d'Europe de l'Est, uniquement chargée de retrouver, un par un, les criminels nazis.
- Le Malmab, sécurité militaire intérieure, contre-espionnage de l'armée israélienne
- Le Lakam, renseignement scientifique israélien.

### Italie
- AISE - Agenzia Informazioni e Sicurezza Esterna (services secrets militaires, services de renseignement extérieurs, depuis 2007)
- AISI - Agenzia Informazioni e Sicurezza Interna (services secrets, services de renseignement intérieurs, depuis 2007)
- SISMI - Servizio per le Informazioni e la Sicurezza Militare (services secrets militaires, services de renseignement extérieurs, avant 2007)
- SISDE (en) - Servizio per le Informazioni e la Sicurezza Democratica (services secrets, services de renseignement intérieurs, avant 2007)

## J
- Haut – A
- B
- C
- D
- E
- F
- G
- H
- I
- J
- K
- L
- M
- N
- O
- P
- Q
- R
- S
- T
- U
- V
- W
- X
- Y
- Z

### Japon
- Naichō (内調, Cabinet Intelligence Research Office (CIRO) ou Bureau de recherche de renseignement du Cabinet?)
- Agence d'investigation de sécurité publique (公安調査庁, Kōanchōsa-chō?, ou Public Security Investigation Agency (PSIA ))
- Defence Intelligence Headquarters

### Jordanie
- Dairat al-Mukhabarat al-Ammah

## K

### Kazakhstan
- Komitet Natsional’noi Bezopasnosti Respubliki Kazakhstan (KNB)

### Kosovo
- Agjencia Kosovare e Inteligjencës

## L
- Haut – A
- B
- C
- D
- E
- F
- G
- H
- I
- J
- K
- L
- M
- N
- O
- P
- Q
- R
- S
- T
- U
- V
- W
- X
- Y
- Z

### Lesotho
- National Security Service (NSS)

### Lettonie
- Valsts Apsardzes Dienests (VAD)

### Liban
- Al Maktab al Tani

### Libye
- Jamahiriya el-Mukhabarat

### Lituanie
- Valstybes Sauguro Departamentas (département de sécurité de l’État) (VSD)

### Luxembourg
- Service de renseignement de l’État
- Service de renseignement de l'armée luxembourgeoise

## M
- Haut – A
- B
- C
- D
- E
- F
- G
- H
- I
- J
- K
- L
- M
- N
- O
- P
- Q
- R
- S
- T
- U
- V
- W
- X
- Y
- Z

### Macédoine du Nord
- Agencija za Razuznavanje (AR)

### Madagascar
- Le président Didier Ratsiraka a instauré la fameuse DGDIE (Direction Générale de la Documentation Intérieure et Extérieure). Il y avait le CIS (Central intelligence service) sous le régime de Marc Ravalomanana. Depuis un coup d'état en 2009 le Président de la transition Andry Rajoelina a créé le FIS (Force d'intervention Spéciale). Son Ministre de l'intérieur de l'époque, Organès Rakontomihantarizaka avait le sien qui s'appelait BIS (Brigade intérieure de sécurité). Les deux fusionnèrent pour donner la DST (Direction de la surveillance du territoire) dirigée par le Commissaire Charles Nakany. Ces multiples services secrets qui avaient un rôle politique ont toujours pris le devant de la scène et ont occulté le service secret[Quoi ?] qui a un rôle administratif et notamment la surveillance du personnel des ambassades ainsi que les étrangers ayant une importance « stratégique », de passage ou installés à Madagascar. La ST (surveillance du territoire) qui est un service rattaché au ministère de l'intérieur dirigé par le Commissaire Divisionnaire Hassan Soufiane[réf. nécessaire].

### Mali
- Agence nationale de la sécurité d'Etat (ANSE)
- Direction de la sécurité militaire (DSM ou SM)

### Maroc
- Sous la tutelle du ministère de l'Intérieur:
  - Renseignements généraux marocains "RG" (Rattaché au service de la police nationale)
  - Service autonome de renseignement des Forces auxiliaires marocaines "SAR"
  - Direction générale de la surveillance du territoire " DGST " (Renseignements intérieurs)
  - Direction générale des affaires intérieures "DGAI"(Rattaché au ministère de l'intérieur)
- Sous la tutelle des Forces armées royales :
  - Direction générale des études et de la documentation " DGED "  (Renseignements extérieurs)
  - Deuxième Bureau "2B"   (Renseignements militaires)
  - Cinquième Bureau "5B"
  - Service de renseignement de la gendarmerie royale marocaine (SRGR)
- Service national pour la lutte contre le terrorisme :
  - Bureau central d'investigation judiciaire (BCIJ) (Rattaché à la DGST)

### Mauritanie
- Direction de la sûreté de l'Etat (DSE)
- Direction générale de la sécurité extérieure et de la documentation (DGSED)

### Mexique
- Centro de Investigación y Seguridad Nacional (CISEN)

### Moldavie
- Service d'information et de sécurité de la République de Moldavie (SIS)

### Monténégro
- Agence de sécurité nationale

## N
- Haut – A
- B
- C
- D
- E
- F
- G
- H
- I
- J
- K
- L
- M
- N
- O
- P
- Q
- R
- S
- T
- U
- V
- W
- X
- Y
- Z

### Niger
- Direction générale de la Documentation et de la Sécurité extérieure (DGDSE)
- Anciens :
  - Bureau de coordination et de liaison (BCL) : police politique et service de contre-espionnage sous le régime de Hamani Diori (années 1960-1970)

### Nigeria
- State Security Service (SSS)
- National Intelligence Agency (Nigeria) (NIA)
- Defense Intelligence Agency (DIA)
- Anciennement : National Security Organization (NSO)

### Norvège
- Forsvarets Etterretningstjeneste (FE)
- Nasjonal Sikkerhetsmyndighet (NSM)
- Politiets Sikkerhetstjeneste (PST)

### Nouvelle-Zélande
- Government Communications Security Bureau
- Security Intelligence Service

## O

### Ouzbékistan
- BNS

## P
- Haut – A
- B
- C
- D
- E
- F
- G
- H
- I
- J
- K
- L
- M
- N
- O
- P
- Q
- R
- S
- T
- U
- V
- W
- X
- Y
- Z

### Pakistan
- Inter-Services Intelligence (ISI)
- Intelligence Bureau (IB)
- Military Intelligence of Pakistan] (en) (MI)
- Counter Terrorism Directorate (CTD), Crime Investigation Department (CID)
- Federal Investigation Agency< (FIA)
- Special Branch[3] (SB)

### Papouasie-Nouvelle-Guinée
- National Intelligence Organization (en) (NIO)

### Pays-Bas
- Algemene Inlichtingen- en Veiligheidsdienst (AIVD)
- Inlichtingendienst Buitenland (IDB) (sécurité extérieure)
- Binnenlandse Veiligheidsdienst (BVD) (sécurité intérieure)
- Militaire Inlichtingen- en Veiligheidsdienst (MIVD) (renseignement militaire)
- Technische Informatie Centrale Verwerkening (TICV) (renseignement électronique)

### Pérou
- Servicio de Inteligencia Nacional (SIN) (disolved)

### Philippines
- Intelligence Service of the Armed Forces of the Philippines (ISAFP)
- National Intelligence Coordinating Agency (NICA)
- National Bureau of Investigation (NBI)

### Pologne
- Agencja Wywiadu (AW) 2002- , Agence de renseignement
- Agencja Bezpieczeństwa Wewnętrznego (ABW) 2002- , Agence de la sécurité intérieure
- Służba Kontrwywiadu Wojskowego (SKW) 2006- , Service du contre-espionnage militaire
- Służba Wywiadu Wojskowego (SWW) 2006- , Service du renseignement militaire
- Centralne Biuro Antykorupcyjne (CBA) 2006- , Bureau central anti-corruption
- Anciens :
  - Wojskowe Służby Informacyjne (WSI) 1991-2006, Services militaires d'informations
  - Urząd Ochrony Państwa (UOP) 1990-2002, Office de protection de l'État
  - Służba Bezpieczeństwa (SB) 1956-1990, Service de sécurité
  - Urząd Bezpieczeństwa Publicznego (UBP, UB) 1945-1954, Office de sécurité publique
  - Główny Zarząd Informacji (GZI) 1944-1957, Direction générale d'information
  - Wojskowa Służba Wewnętrzna (WSW) 1957-1990, Service militaire interne
  - Zarząd II Sztabu Generalnego Wojska Polskiego (Zarząd II SG WP) 1955-1990, II Direction de l'État-major général de l'Armée polonaise
  - Biuro Szyfrów, bureau du chiffre du renseignement militaire polonais, de 1919 à 1945.

### Portugal
- Sistema de Informações da República Portuguesa (SIRP) (Système d'Informations de la République Portugaise)
- Serviço de Informações de Segurança (SIS) (Service d’Informations de Sécurité)
- Serviço de Informações Estratégicas de Defesa (SIED) (Service d'Informations Stratégiques de Défense)
- Anciens :
  - Polícia Internacional e de Defesa do Estado (PIDE)  (Police Internationale et de Défense de l’État, ancienne police secrète de Salazar)

## Q
- Haut – A
- B
- C
- D
- E
- F
- G
- H
- I
- J
- K
- L
- M
- N
- O
- P
- Q
- R
- S
- T
- U
- V
- W
- X
- Y
- Z

### Qatar
- Service de renseignement financier du Qatar

## R
- Haut – A
- B
- C
- D
- E
- F
- G
- H
- I
- J
- K
- L
- M
- N
- O
- P
- Q
- R
- S
- T
- U
- V
- W
- X
- Y
- Z

### Roumanie
- Service roumain de renseignements (SRI) Serviciul Roman de Informatii
- Service de renseignements extérieurs  (SIE) Serviciul de Informatii Externe
- Service de sécurité et de protection  (SPP) Serviciul de Paza si Protectie
- Direction informations militaires Directia Informatiilor Militare
- Direction contre-espionnage Directia Contra-spionaj
- Service de télécommunications speciales Serviciul de Telecomunicatii Speciale
- Service d’informations Serviciul de Informatii
- Direction surveillance operative et investigations Directia Supraveghere Operativa si Investigatii
- Departement d’informations de la direction générale des prisons Departamentul de Informatii al Directiei Generale a Penitenciarelor

### Royaume-Uni
- Security Service (MI5) : sécurité intérieure
- Secret Intelligence Service (SIS ou MI6) : sécurité extérieure
- Government Communications Headquarters (GCHQ), renseignement électronique
- Anciens :
  - SOE
  - MI9

### Russie
- Service fédéral de sécurité de la fédération de Russie (FSB) : sécurité intérieure
- Service des renseignements extérieurs de la fédération de Russie (SVR), service de renseignements extérieur
- Direction générale des renseignements de l’État-Major des Forces armées de la fédération de Russie (GRU), renseignement militaire
- MVD : ministère de l'Intérieur
- Anciens : 
  - Okhrana (1881-1917)
  - Service fédéral de contre-espionnage de la fédération de Russie (FSK) : sécurité intérieure (1993-1995)

## S
- Haut – A
- B
- C
- D
- E
- F
- G
- H
- I
- J
- K
- L
- M
- N
- O
- P
- Q
- R
- S
- T
- U
- V
- W
- X
- Y
- Z

### Sénégal
- Direction générale du renseignement intérieur (DGRI)
- Direction générale du renseignement extérieur (DGRE)
- Délégation générale au Renseignement national (DGRN), qui a la tutelle de la DGRI et de la DGRE
- Direction de la Sécurité du Territoire (DST)
- Division des renseignements et transmissions de la Gendarmerie (DRT)
- Direction générale de la Sûreté nationale (DGSN)
- Anciens :
  - Direction de la Documentation et de la Sécurité extérieure (DDSE)
  - Direction de la Sûreté de l’État (DSE)
  - Centre National de Coordination et d’Animation du Renseignement (CENCAR)
  - Bureau de Sécurité de la Présidence de la République (BSPR)
  - Organes de coordination : Cellule d’orientation stratégique (COS), Agence nationale de la sécurité (ANSE) ou encore Cellule anti-terroriste

### Serbie
- Bezbednosno Informativna Agencija (BIA)
- Vojnoobaveštajna agencija (VOA)
- Vojnobezbednosna agencija (VBA)
- Uprava za obaveštajno-izvidjačke poslove GŠVS (J2 d'état-major)

### Singapour
- Internal Security Department (ISD)
- Security and Intelligence Department (SID)

### Slovaquie
- Slovenská informačná služba (SIS)

### Slovénie
- Slovenska Obveščevalno-Varnostna Agencija (SOVA)

### Somalie
- National Intelligence and Security Agency (NISA)

### Soudan
- National Intelligence and Security Service (NISS)
- Anciens :
  - Sudan Security Bureau (SSB) (-1990)
  - Internal Security-Security Of the Revolution (IS-SOR) ou Internal Security Bureau (1990)
  - Sudan Security (renseignements militaires)
  - Sudanese External Security Bureau

### Soudan du Sud
- General Intelligence Bureau (GIB)
- Internal Security Bureau (ISB)

### Suède
- Militära Underrättelse - och Säkerhetstjänsten (MUST)
- Försvarets Radioanstalt (FRA)
- Säkerhetspolisen (Säpo)

### Suisse
- Service de renseignement de la Confédération (SRC)

### Syrie
- Direction générale de la Sécurité, ou Idarat al-Amn al-Amm
- Service de renseignement de l'armée de l'air, ou Idarat al-Mukhabarat al-Jawiyya
- Direction de la sécurité politique, ou Idarat al-Amn al-Siyasi
- Direction de l'Intelligence militaire, ou Shu'bat al-Mukhabarat al-'Askariyya

## T
- Haut – A
- B
- C
- D
- E
- F
- G
- H
- I
- J
- K
- L
- M
- N
- O
- P
- Q
- R
- S
- T
- U
- V
- W
- X
- Y
- Z

### Taïwan
- National Security Bureau (NSB)

### Tchad
- Agence nationale de sécurité tchadienne (ANS)
- Service de renseignement intérieur tchadien (SRIT) (Présidence de la République)
- Division de Sécurité du territoire (DSTT) (Ministère de l'intérieur)
- Sécurité Internet et Réseautique (SIR) (Ministère de l'intérieur)
- Direction générale des Renseignements militaires
- Agence Nationale d'Investigation Financière (ANIF)(Ministère des finances et du budget)
- Anciens : CCER

### République tchèque
- Bezpečnostní informační služba (BIS)
- Úřad pro zahraniční styky a informace (ÚZSI or úzina)
- Vojenské zpravodajství (VZ) (renseignements militaires)

### Thaïlande
- Sahmnakkhaogrong-hangshaat (NIA)

### Togo
- Agence Nationale des Renseignements du Togo (ANR) (Présidence de la République)

### Tunisie
- Agence des renseignements et de la sécurité pour la défense (ministère de la Défense nationale)
- Direction de la sûreté de l'État (DSE) (ministère de l'Intérieur) (supprimée le 7 mars 2011)
- Direction générale des services spécialisés (DGSS) (ministère de l'Intérieur)
- Direction générale de la sûreté militaire (DGSM) (ministère de la Défense nationale)

### Turkménistan
- Komitet Natsionalnogo Bezopasnosti (KNB)

### Turquie
- Millî İstihbarat Teşkilatı (MIT)
- JİTEM

## U
- Haut – A
- B
- C
- D
- E
- F
- G
- H
- I
- J
- K
- L
- M
- N
- O
- P
- Q
- R
- S
- T
- U
- V
- W
- X
- Y
- Z

### Ukraine
- Service de sécurité d'Ukraine (SBU), Service de sécurité d'Ukraine
- Service de renseignement extérieur, ayant remplacé le SBU.
- Direction principale du renseignement

### Union soviétique
- Tchéka
- GPU
- NKVD
- SMERSH
- NKGB
- MVD
- KGB
- GRU
- Service central de renseignement de l'URSS

## V
- Haut – A
- B
- C
- D
- E
- F
- G
- H
- I
- J
- K
- L
- M
- N
- O
- P
- Q
- R
- S
- T
- U
- V
- W
- X
- Y
- Z

### Vatican
- La Sapinière, réseau d'espionnage avant la Première Guerre mondiale.
- Guarda Svizzera Pontificia (Garde Suisse Pontificale)

### Venezuela
- Dirección de los Servicios de Inteligencia y Prevención (DISIP)
- Servicio Bolivariano de Inteligencia Nacional (SEBIN)

### Viêt Nam
- Tổng cục 2 tình báo quân đội (TC2)

## Z
- Haut – A
- B
- C
- D
- E
- F
- G
- H
- I
- J
- K
- L
- M
- N
- O
- P
- Q
- R
- S
- T
- U
- V
- W
- X
- Y
- Z

### Zimbabwe
- Central Intelligence Organization (CIO)

## Services fictifs
Les romans et les films, de même que les jeux vidéo ont créé des services de renseignement sans existence réelle :

### Littérature
- Bob Morane
  - le SMOG
  - SSS (Service Secret Soucoupes)
- CHERUB : Organisation dépendante du MI-5

### Bande dessinée
- La PIA (Picsou Intelligence Agency)
- Le FBI (Flairsou Bureau d’Intelligence)
- Le SHIELD (Marvel)
- L'Hydra (Marvel)
- L'ARGUS (DC Comics)
- Agence SS (Candy & Cigarettes) : Organisation dépendante de la police de Tokyo

### Cinéma
- L'agence Mission Impossible dans la série télévisée et saga cinématographique Mission : Impossible
- James Bond (romans et films) :
  - SPECTRE
  - SMERSH (expression russe pour désigner les départements de contre-espionnage)
  - BAST
  - le Syndicat
- Kingsman Comic Book et films
  - L'agence Kingsman (Agence de renseignement indépendante Britannique)
  - L'agence Statesman ( Agence de renseignement indépendante Américaine)

### Séries télévisées
- Cellule anti-terroriste (CAT) ou Counter Terrorist Unit (CTU) (24 heures chrono)
- Torchwood Institute : organisation secrète fictive des séries télévisées britanniques de science-fiction Doctor Who et Torchwood.
- le Service national d'information fonctionnelle (SNIF), chargé des missions les plus délicates dans la série Langelot.
- L'Office of Secret Intelligence (OSI) dans l'animé Code Geass, chargé de la sécurité interne et des renseignements externe du Saint Empire de Britannia. L'OSI s'occupe aussi du confinement d'entités surnaturels[4].
- Le Bureau des légendes : organisation dépendante de la DGSE.
- La Fondation Phénix (anciennement Département des Services Externes) : agence gouvernementale secrète des États-Unis d'Amérique qui se fait passer pour un laboratoire d'idées qui opère dans le monde entier. (MacGyver)
- ARCHER

international secret intelligence service  (Isis)
Odin

### Jeux vidéo
- Les sections Échelon 3 et Échelon 4 dépendant de la NSA dans la série Splinter Cell
- L'Office of Naval Intelligence dans l'univers de Halo
- La Force de Sécurité de Lyberty dans le jeu Freelancer
- Cipher dans la saga Metal Gear Solid
- Le FIB dans Grand Theft Auto V